# Armadilha da renda média
A armadilha de renda média é uma situação de desenvolvimento econômico teórico, na qual um país atinge um nível intermediário de renda e encontra dificuldades para superar essa condição. Introduzido pelo Banco Mundial em 2006, o termo tornou-se popular nos anos seguintes entre formuladores de políticas públicas e pesquisadores.

## Dinâmica
De acordo com esta ideia, um país na armadilha de renda média perdeu sua vantagem competitiva na exportação de bens manufaturados por causa do aumento dos salários. No entanto, é incapaz de acompanhar as economias mais desenvolvidas no mercado de alto valor agregado. Como resultado, as economias recém industrializadas, como a África do Sul e o Brasil, não superaram, por décadas, o que o Banco Mundial define como "faixa de renda média", já que seu produto nacional bruto per capita se manteve entre 1.000 e 12.000 dólares. Elas sofrem com baixo investimento, crescimento lento na indústria secundária, diversificação industrial limitada e condições precárias de mercado de trabalho.
Em 2012, o Banco Mundial apurou que, de 1960 a 2010, apenas 15 das 101 economias de renda intermediária escaparam da armadilha da renda média e alcançaram o status de nação desenvolvida. Entre eles, estavam Hong Kong, Taiwan, Singapura, Coreia do Sul e Japão.

## Soluções
Evitar a armadilha da renda média implica identificar estratégias para introduzir novos processos e encontrar novos mercados para manter o crescimento das exportações. Aumentar a demanda doméstica também é importante - uma classe média em expansão pode usar seu poder de compra crescente para comprar produtos inovadores de alta qualidade e ajudar a impulsionar o crescimento.
O maior desafio é passar do crescimento impulsionado por recursos, que depende da mão de obra barata e do capital para crescer com base em alta produtividade e inovação. Isto requer investimentos em infraestrutura e educação - a construção de um sistema educacional de alta qualidade que estimule a criatividade e apoie avanços científicos e tecnológicos.